# Associazione Calcio Novara 1954-1955
Questa voce raccoglie le informazioni riguardanti l'Associazione Calcio Novara nelle competizioni ufficiali della stagione 1954-1955.

## Rosa
| N. |                   | Ruolo | Calciatore       |
| -- | ----------------- | ----- | ---------------- |
|    | Italia (bandiera) | P     | Ivano Corghi     |
|    | Italia (bandiera) | P     | Luigi Pendibene  |
|    | Italia (bandiera) | C     | Rino De Togni    |
|    | Italia (bandiera) | C     | Silvio Feccia    |
|    | Italia (bandiera) | C     | Enzo De Giovanni |
|    | Italia (bandiera) | C     | Ambrogio Baira   |
|    | Italia (bandiera) | C     | Luigi Molina     |
|    | Svezia (bandiera) | A     | Ivar Eidefjäll   |
|    | Italia (bandiera) | A     | Piero Pombia     |

| N. |                     | Ruolo | Calciatore       |
| -- | ------------------- | ----- | ---------------- |
|    | Paraguay (bandiera) | A     | Dionisio Arce    |
|    | Italia (bandiera)   | A     | Silvio Formentin |
|    | Italia (bandiera)   | A     | Andrea Marzani   |
|    | Italia (bandiera)   | A     | Carlo Piccioni   |
|    | Italia (bandiera)   | A     | Umberto Renica   |
|    | Italia (bandiera)   | A     | Goffredo Colombi |
|    | Italia (bandiera)   | A     | Mario Renosto    |
|    | Italia (bandiera)   | A     | Dario Seratoni   |
|    | Italia (bandiera)   | A     | Pierluigi Zeno   |

## Risultati

### Serie A

#### Girone di andata
| 19 settembre 1954 1ª giornata | Novara | 1 – 2 | Roma |  |

| 26 settembre 1954 2ª giornata | Fiorentina | 1 – 0 | Novara |  |

| 3 ottobre 1954 3ª giornata | Novara | 2 – 2 | Juventus |  |

| 10 ottobre 1954 4ª giornata | SPAL | 2 – 1 | Novara |  |

| 17 ottobre 1954 5ª giornata | Bologna | 2 – 2 | Novara |  |

| 24 ottobre 1954 6ª giornata | Novara | 2 – 0 | Triestina |  |

| 31 ottobre 1954 7ª giornata | Catania | 0 – 0 | Novara |  |

| 7 novembre 1954 8ª giornata | Napoli | 1 – 2 | Novara |  |

| 14 novembre 1954 9ª giornata | Novara | 0 – 1 | Pro Patria |  |

| 21 novembre 1954 10ª giornata | Milan | 3 – 0 | Novara |  |

| 12 dicembre 1954 11ª giornata | Novara | 2 – 1 | Lazio |  |

| 19 dicembre 1954 12ª giornata | Atalanta | 4 – 0 | Novara |  |

| 26 dicembre 1954 13ª giornata | Novara | 1 – 0 | Sampdoria |  |

| 2 gennaio 1955 14ª giornata | Novara | 0 – 1 | Torino |  |

| 6 gennaio 1955 15ª giornata | Udinese | 1 – 0 | Novara |  |

| 23 gennaio 1955 16ª giornata | Genoa | 0 – 0 | Novara |  |

| 30 gennaio 1955 17ª giornata | Novara | 2 – 4 | Inter |  |

#### Girone di ritorno
| 6 febbraio 1955 18ª giornata | Roma | 5 – 3 | Novara |  |

| 13 febbraio 1955 19ª giornata | Novara | 1 – 0 | Fiorentina |  |

| 20 febbraio 1955 20ª giornata | Juventus | 2 – 1 | Novara |  |

| 27 febbraio 1955 21ª giornata | Novara | 2 – 0 | SPAL |  |

| 6 marzo 1955 22ª giornata | Novara | 1 – 0 | Bologna |  |

| 13 marzo 1955 23ª giornata | Triestina | 1 – 0 | Novara |  |

| 20 marzo 1955 24ª giornata | Novara | 2 – 0 | Catania |  |

| 3 aprile 1955 25ª giornata | Novara | 2 – 1 | Napoli |  |

| 10 aprile 1955 26ª giornata | Pro Patria | 0 – 0 | Novara |  |

| 17 aprile 1955 27ª giornata | Novara | 1 – 1 | Milan |  |

| 24 aprile 1955 28ª giornata | Lazio | 1 – 1 | Novara |  |

| 1 maggio 1955 29ª giornata | Novara | 0 – 1 | Atalanta |  |

| 8 maggio 1955 30ª giornata | Sampdoria | 6 – 2 | Novara |  |

| 15 maggio 1955 31ª giornata | Torino | 3 – 2 | Novara |  |

| 5 giugno 1955 32ª giornata | Novara | 3 – 3 | Udinese |  |

| 12 giugno 1955 33ª giornata | Novara | 3 – 1 | Genoa |  |

| 19 giugno 1955 34ª giornata | Inter | 3 – 0 | Novara |  |

## Statistiche

### Statistiche di squadra
| Competizione | Punti | In casa | In casa | In casa | In casa | In casa | In casa | In trasferta | In trasferta | In trasferta | In trasferta | In trasferta | In trasferta | Totale | Totale | Totale | Totale | Totale | Totale | DR  |
| Competizione | Punti | G       | V       | N       | P       | Gf      | Gs      | G            | V            | N            | P            | Gf           | Gs           | G      | V      | N      | P      | Gf     | Gs     | DR  |
| ------------ | ----- | ------- | ------- | ------- | ------- | ------- | ------- | ------------ | ------------ | ------------ | ------------ | ------------ | ------------ | ------ | ------ | ------ | ------ | ------ | ------ | --- |
| Serie A      | 28    | 17      | 9       | 3       | 5       | 25      | 18      | 17           | 1            | 5            | 11           | 14           | 35           | 34     | 10     | 8      | 16     | 39     | 53     | -14 |

### Statistiche dei giocatori
| Giocatore       | Serie A  | Serie A |
| Giocatore       | Presenze | Reti    |
| --------------- | -------- | ------- |
| D. Arce         | 30       | 11      |
| A. Baira        | 31       | 0       |
| G. Colombi      | 9        | 1       |
| I. Corghi       | 28       | -43     |
| E. De Giovanni  | 33       | 0       |
| R. De Togni     | 34       | 0       |
| I. Eidefjall    | 34       | 3       |
| S. Feccia       | 34       | 0       |
| S. Formentin    | 30       | 5       |
| A. Marzani      | 28       | 8       |
| L. Molina (II)  | 1        | 0       |
| L. Pendibene    | 6        | -10     |
| C. Piccioni     | 17       | 4       |
| P. Pombia       | 31       | 0       |
| U. Renica       | 17       | 2       |
| M. Renosto (II) | 8        | 2       |
| D. Seratoni     | 2        | 1       |
| P. Zeno         | 1        | 0       |